# Paul de Kruif
Paul Henry de Kruif (ur. 2 marca 1890 w Zeeland (Michigan), zm. 28 lutego 1971 w Holland (Michigan)) – amerykański mikrobiolog i pisarz pochodzenia holenderskiego. Popularyzator nauki. Książki pisał jako Paul de Kruif. Najbardziej znana jest jego książka z 1926, Microbe Hunters (Łowcy mikrobów), która nie tylko była bestsellerem jeszcze długo po publikacji, była długo zalecaną lekturą naukową i inspiracją dla wielu lekarzy i naukowców.

## Młodość
Ukończył University of Michigan ze stopniem licencjata (Bachelor) w 1912 i w 1916 uzyskał tam doktorat (Ph.D.). Po studiach służył w stopniu szeregowca w Meksyku w Pancho Villa Expedition, potem jako podporucznik i kapitan w I wojnie światowej we Francji. Dzięki służbie w Korpusie Sanitarnym miał sporadyczne kontakty z czołowymi biologami francuskimi tego okresu.

## Kariera pisarska
Po powrocie na University of Michigan jako Assistant Professor, w latach 1920-22 De Kruif pracował dla Instytutu Badań Medycznych Rockefellera. Następnie przez dwa lata pomagał Sinclairowi Lewisowi przy powieści Arrowsmith z 1925, za którą Lewis otrzymał nagrodę Pulitzera (której nie przyjął). De Kruif dostarczał informacji medycznych i naukowych potrzebnych do opisu akcji powieści i budowania postaci. Mimo że Lewis był wymieniony jako jedyny autor, de Kruif otrzymał 25% honorarium. Niektórzy sądzą, że postacie w powieści są odbiciem osób znanych de Kruifowi, łącznie z Martinem Arrowsmithem, mającym reprezentować jego samego, który (w przeciwieństwie do de Kruifa) w powieści był lekarzem.
Z powodu swojego pisarstwa popadł w kłopoty. Kilka esejów napisanych podczas pracy dla Instytutu Rockefellera doprowadziło do zwolnienia go. Ronald Ross, jeden z naukowców wymienionych w książce Microbe Hunters, poczuł się urażony sposobem opisania go, toteż brytyjskie wydanie książki ukazało się bez rozdziału o nim, aby uniknąć pozwania o zniesławienie.
De Kruif był zatrudniony jako autor artykułów naukowych i medycznych dla pism Ladies' Home Journal, Country Gentleman i Reader's Digest. Promował też badania nad polio.
Jego ostatnia książka, The Sweeping Wind, jest jego autobiografią.

## Książki autorstwa Paula de Kruifa
W Polsce znane są głównie trzy jego książki:
- Pogromcy głodu, przekład Paula Lamowa, wyd. Trzaska, Evert i Michalski S.A., Warszawa, lata 30.
- Walka nauki ze śmiercią, przekład Paula Lamowa i dr Zbigniew Grabowski, wyd. ISKRY, Warszawa 1959
- Łowcy mikrobów, przekład Karolina Beylin, wyd. Państwowy Zakład Wydawnictw Lekarskich, Warszawa 1965

W języku angielskim ukazały się:
- Our Medicine Men (1922)
- Microbe Hunters (1926) – polski tytuł: Łowcy mikrobów
- Hunger Fighters (1928) – polski tytuł: Pogromcy głodu
- Men Against Death (1932) – polski tytuł: Walka nauki ze śmiercią
- Why Keep Them Alive (1937)
- Seven Iron Men (1937)
- The Fight for Life (1938)
- The Male Hormone (1945)
- Health is Wealth (1940)
- Life Among the Doctors (1949)
- Kaiser Wakes the Doctors (1940)
- A Man Against Insanity (1957)
- The Sweeping Wind (1962)

### Wpływowe artykuły autorstwa Paula de Kruifa
- "How We Can Help Feed Europe", [w:] Reader's Digest, wrzesień 1945 (str. 50-52). Na temat fundacji Meals for Millions Foundation i jej Multi-Purpose Food.

### Microbe Hunters(Łowcy mikrobów)
Pierwotnie drukowana jako reportaże na łamach pisma The Country Gentleman, ukazała się w 1926. Poszczególne rozdziały poświęcone są następującym postaciom "Heroicznej epoki medycyny" ("Heroic Age of Medicine"):
1. Anton van Leeuwenhoek (1632–1723), wynalazca prostego mikroskopu i odkrywcy mikroorganizmów.
2. Lazzaro Spallanzani (1729–1799), biogeneza.
3. Robert Koch (1843–1910), identifikacja patogenów.
4. Louis Pasteur (1822–1895), bakterie, biogeneza.
5. Emile Roux (1853–1933) i Emil von Behring (1854–1917), dyfteryt.
6. Ilia Miecznikow (1845–1916), fagocyty.
7. Theobald Smith (1859–1934), zwierzęce wektory oraz kleszcze.
8. David Bruce (1855–1931), muchy tse-tse i śpiączka afrykańska.
9. Ronald Ross (1857–1932) i Battista Grassi (1854–1925), malaria.
10. Walter Reed (1851–1902), żółta febra.
11. Paul Ehrlich (1854–1915), koncepcja magicznej kuli, syfilis, przedstawiona w filmie Dr. Ehrlich's Magic Bullet (1940), w którym Ehrlicha zagrał Edward G. Robinson.